# 小行星20197
小行星20197（20197 Enriques）是一颗绕太阳运转的小行星，为主小行星带小行星。该小行星于1997年2月14日发现。

## 轨道参数
小行星20197的轨道半长轴为2.6969919 AU，离心率为0.113。